# Anatolij Nikolajevič Perminov
Anatolij Nikolajevič Perminov (in russo Анатолий Николаевич Перминов?; Šabalinskij rajon, 16 giugno 1945) è un ingegnere russo, specializzato in missilistica.
È stato direttore tecnico del team di sviluppo nel programma Venera alla fine degli anni '60. Dal 2004 al 2011 è stato il direttore generale dell'Agenzia spaziale russa.
Ha il grado civile di Consigliere di Stato effettivo della Federazione Russa di 1ª classe.